# (500203) 2012 HO17
(500203) 2012 HO17 es un asteroide perteneciente al cinturón de asteroides, descubierto el 29 de mayo de 2008 por el equipo del Mount Lemmon Survey desde el Observatorio del Monte Lemmon, Arizona, Estados Unidos.

## Designación y nombre
Designado provisionalmente como 2012 HO17.

## Características orbitales
2012 HO17 está situado a una distancia media del Sol de 2,667 ua, pudiendo alejarse hasta 3,459 ua y acercarse hasta 1,875 ua. Su excentricidad es 0,296 y la inclinación orbital 10,43 grados. Emplea 1591,66 días en completar una órbita alrededor del Sol.
Los próximos acercamientos a la órbita de Júpiter se producirán el 28 de septiembre de 2049, el 2 de noviembre de 2083 y el 26 de febrero de 2132, entre otros.

## Características físicas
La magnitud absoluta de 2012 HO17 es 17,2.